# Lynn Henning
Lynn Henning là một nông dân và nhà bảo vệ môi trường người Mỹ ở tiểu bang Michigan. Bà đã được trao Giải Môi trường Goldman năm 2010, cho việc bảo vệ chất lượng nước tiêu dùng, đấu tranh chống lại sự gây ô nhiễm của các cơ sở nuôi động vật tập trung.